# Echinorhynchus lotellae
Echinorhynchus lotellae is een soort haakworm uit het geslacht Echinorhynchus. De worm behoort tot de familie Echinorhynchidae. Echinorhynchus lotellae werd in 1939 beschreven door Yamaguti.